# 肋果蓟
肋果蓟（学名：Ancathia igniaria）为菊科肋果蓟属的植物。分布于俄罗斯、蒙古以及中国大陆的新疆等地，生长于海拔1,100米至1,410米的地区，多生在干旱石质荒滩以及山坡，目前尚未由人工引种栽培。